# روبرتو آلکایده گارسیا
روبرتو آلکایده گارسیا (اسپانیایی: Roberto Alcaide García‎؛ زادهٔ ۲۲ مارس ۱۹۷۸) دوچرخه‌سوار اهل اسپانیا است. وی در بازی‌های پارالمپیک تابستانی به مدال طلا، نقره و برنز رسیده است.